# Прокопије Чех
Преподобни Прокопије Чех или Прокопије Сазавски (чеш. Prokop Sázavský) је православни светитељ и пустињак.
Рођен је око 970. године у Хотоуњу у Чешкој. Након студија рукоположен је за свештеника. Живео је неко време у браку, али се након тога замонашио у Бревновском манастиру. Касније се удаљио у планину, и тамо почео да живи по примеру источних пустињака.
Под покровитељством кнеза Улриха основао је манастир светог Јована Претече код реке Сазаве, чији је био први игуман.
Манастир је био центар словенске културе и последње место у Чешкој, где је богослужење вршено на црквенословенском језику.
Умро је 1053. године.
Православна црква прославља преподобног Прокопија 1. априла по јулијанском календару.